# Simulium krebsorum
Simulium krebsorum är en tvåvingeart som beskrevs av Dudley Moulton och Adler 1992. Simulium krebsorum ingår i släktet Simulium och familjen knott.
Artens utbredningsområde är South Carolina. Inga underarter finns listade i Catalogue of Life.